# Better Looking Records
Better Looking Records ist ein US-amerikanisches Independent-Label aus Los Angeles, Kalifornien mit einem weiteren Büro in San Diego.

## Labelgeschichte
Gegründet wurde es 1999 von Paul Fischer, damals DJ an der KXLU-Radiostation der Universität in Los Angeles und Angestellter bei crank! Records, und von Dave Brown, der ein Fanmagazin unterhielt. Das Label wuchs im Lauf der Jahre und konnte einige heute sehr bekannte Acts unter Vertrag nehmen. Heute ist Better Looking ein Teil der EastWest Records, einer großen Label-Familie in den USA.

## Bands bei Better Looking
| - Aberdeen - Boilermaker - Cursive - Eastern Youth - The Electric Soft Parade - Ryan Ferguson - Goldrush - Ides of Space | - Maquiladora - Meho Plaza - Morning Recordings - No Knife - Ravens & Chimes - Reubens Accomplice - Ryan Ferguson - The Album Leaf | - The And/Ors - The Electric Soft Parades - The Good Life - The Jealous Sound - The Traditionist - Thomas White - Track Star - Tristeza |